# 拉韦纳 (俄亥俄州)
拉韦纳是美国俄亥俄州波蒂奇县一个城市，是波蒂奇县的县城。 它是由康乃狄克西储地的拉韦纳镇区部分组成的。 2010年人口普查的人口为11,724人，2016年估计为11,533人。 拉文纳（Ravenna）于1808年被规划建造。它以意大利拉文纳（Ravenna）市命名。
拉韦纳是阿克伦大都会统计区的一部分。